# Курчатов (Россия)
Курча́тов — город (с 1976 г.) в Курской области России, административный центр Курчатовского района (с 22 марта 1977 года). В состав административного и муниципального района не входит, образует самостоятельный городской округ. Население — 39 167 чел. (2024).
Основан в 1968 году в связи со строительством Курской АЭС, получив в 1971 году статус рабочего посёлка и название в честь физика Игоря Курчатова. Расположен вблизи реки Сейм в 37 км западнее Курска и в 30 км восточнее Льгова. Находится на южном берегу пруда-охладителя Курской АЭС (Курское водохранилище).
Третий по величине город Курской области. Его территория разделена на жилую и промышленную зону: протяжённость жилой зоны с запада на восток 4,5 км, с севера на юг — 800 м. Особенностями города являются отсутствие частного сектора и протяжённость жилой застройки вдоль пруда-охладителя Курской атомной станции, часть города находится в его водоохранной зоне. Один из самых благоустроенных и красивых городов области (премия за самый благоустроенный город в 2004, 2006, 2011 и 2021 годах).

## История города
29 сентября 1966 года вышло постановление Совета Министров СССР о начале строительства Курской АЭС. А уже весной 1968 года прибыл первый отряд строителей, которых расселили временно в передвижных вагончиках на станции Лукашевка, в частных домах местных жителей. Быстрыми темпами начался строиться жилой посёлок ПДУ (1200 человек);
Строительство АЭС и города происходило не на голом месте. Веками на этой земле существовали курские села и деревни: Глушково, Стародубцево, Пыхтино, Тарасово, Леоново, Успенское, Мяснянкино и Затолокино;
Первоначально жилой посёлок Курской АЭС был рассчитан на 18 тыс. человек. У въезда в город, там, откуда начались его первые улицы: Молодёжная, Ленинградская, установлена памятная стела в честь комсомольцев-строителей КуАЭС. Ленинградская улица — одна из самых зелёных в городе — названа в честь ленинградских проектировщиков города (и город, и станция проектировались сначала специалистами Ленинградского института «Теплоэнергопроект»);
22 декабря 1971 года указом Президиума Верховного Совета РСФСР рабочему посёлку было присвоено наименование: посёлок Курчатов Льговского района. В январе 1972 года специальным постановлением секретариата ЦК ВЛКСМ строительство Курской АЭС объявлено Всесоюзной Ударной комсомольской стройкой. Указом Президиума Верховного Совета РСФСР № 5-91/3 от 25 апреля 1983 года посёлок Курчатов был преобразован в город областного подчинения, сохранив прежнее название;
В городе установлены мемориальные доски, посвящённые лауреату Государственной и Ленинской премии, старейшему работнику КуАЭС Николаеву Тому Петровичу (автор А. И. Антропов, 1989) и Герою Советского Союза Мишину Е. В. (автор А. И. Антропов, 1995). В 1991 году открыт памятник воинам-интернационалистам «Чёрный тюльпан» (автор А. И. Антропов), в 1995 году — памятник, посвящённый 50-летию победы Битвы на Курской Дуге (самоходная артиллерийская установка ИСУ-152К), в 1996 году — памятник И. В. Курчатову (автор В. А. Чухаркин);
В 1998 году в Курчатове был открыт Курчатовский городской краеведческий музей, в состав которого в 2001 году вошли существовавшие ранее музеи истории города (учреждённый 20.03.1979) и гончарного искусства. По состоянию на январь 2006 года в краеведческом музее насчитывалось свыше 2000 экспонатов. В Курчатове — 14 (11) детских комбинатов на 3370 (2640) мест, 6 общеобразовательных школ на 8155 ученических мест (в том числе две гимназии), клуб «Комсомолец», кинотеатр «Прометей» (не работает в связи с определением принадлежности), школа искусств, спортивная организация «Альбатрос», спортивный комплекс «Энергетик» (построен в 1985 г.), стадион на 5000 мест, имеется 5 массовых библиотек, плавательный бассейн с дорожками олимпийского стандарта, филиал Самарского технического колледжа. Когда город только зарождался, население города энергетиков было очень молодо, средний возраст составлял 28 лет;
Первая площадь города была названа Комсомольской. В декабре 1989 года она была переименована в площадь имени Т. П. Николаева. Архитектурный облик центра города определяет площадь Свободы, которую обрамляет комплекс зданий: торговый центр, гостиница Россия, КБО. Комплекс медико-санитарной части центра здравоохранения состоит из роддома, женской консультации, стационара, поликлиники, стоматологической поликлиники, санэпидемстанции;
22 декабря 2014 года в День энергетика был торжественно открыт памятник заслуженному энергетику Курской АЭС, почётному гражданину г. Курчатова, первому главному инженеру станции, заместителю директора по науке предприятия Тому Петровичу Николаеву;
23 октября 2020 года был открыт парк отдыха «Тёплый берег». В мае 2022 года, в парке открылась профессиональная скейт-площадка.
В октябре 2024 года в ходе российского вторжения в Украину в Курчатове недалеко от парка «Тёплый берег» произошел пожар. На видео пожара слышно вторичную детонацию, происходящую при попадании по складу боеприпасов. Губернатор Курской области Алексей Смирнов заявил, что украинский беспилотник в результате подавления средствами РЭБ упал в хозяйственную постройку, что и послужило причиной взрывов[значимость факта?].

## Официальная символика
Первый герб Курчатова был утверждён 21 июня 1988 года решением V-й сессии Курчатовского городского Совета народных депутатов. 
5 августа 1997 года решением Курчатовской городской думы был утверждён новый герб
«Голова» герба символизирует принадлежность к Курской области. Основой изображения фигур в верхней части щита стал герб города Курска. «Голова» герба пересечена по диагонали от верхнего левого угла до правого нижнего «лентой» с изображением на ней трех куропаток в полёте. В центре нижней, основной части герба, эмблема атома — символа города атомщиков, градообразующего фактора города Курчатова.

## Население
| 1979    | 1989    | 1992    | 1996    | 1998    | 2000    | 2001    | 2002    | 2003    |
| ------- | ------- | ------- | ------- | ------- | ------- | ------- | ------- | ------- |
| 21 774  | ↗41 085 | ↗45 000 | ↗48 200 | ↗48 800 | ↗49 000 | ↗49 100 | ↘45 556 | ↗45 600 |
| 2005    | 2006    | 2007    | 2008    | 2009    | 2010    | 2011    | 2012    | 2013    |
| ↗46 300 | ↗46 500 | ↗46 938 | ↘46 900 | ↘46 899 | ↘42 706 | ↘42 700 | ↘41 812 | ↘40 973 |
| 2014    | 2015    | 2016    | 2017    | 2018    | 2019    | 2020    | 2021    | 2023    |
| ↘40 022 | ↘39 395 | ↘38 917 | ↘38 776 | ↘38 344 | ↘38 240 | ↘38 125 | ↗40 318 | ↘39 504 |
| 2024    |         |         |         |         |         |         |         |         |
| ↘39 167 |         |         |         |         |         |         |         |         |

На 1 января 2025 года по численности населения город находился на 390-м месте из 1124 городов Российской Федерации.
Динамика численности населения города с 2003 по 2010 годы имела стабильный позитивный рост. Демографическая ситуация в городе в 2009—2011 годах характеризовалась процессом естественного прироста населения. За период 2008—2020 годов население города сократилось на 20 %. По состоянию на 2024 год население города не превышало значение 1989 года.
За 2011 год число родившихся в городе увеличилось на 5,6 % в сравнении с прошлым годом, число умерших осталось на уровне 2010 года. В результате естественный прирост населения за 2011 год составил 225 человек, или на 36 человек больше чем в 2010 году.
Национальный состав
По итогам переписи населения 2020 года проживали следующие национальности (национальности менее 0,1 % и другое, см. в сноске к строке «Другие»):
| Национальность | Численность, чел. | Доля     |
| -------------- | ----------------- | -------- |
| Русские        | 35 264            | 87,46 %  |
| Украинцы       | 247               | 0,61 %   |
| Армяне         | 153               | 0,38 %   |
| Азербайджанцы  | 87                | 0,22 %   |
| Лезгины        | 42                | 0,10 %   |
| Другие         | 4525              | 11,23 %  |
| Итого          | 40 318            | 100,00 % |

## Экономика

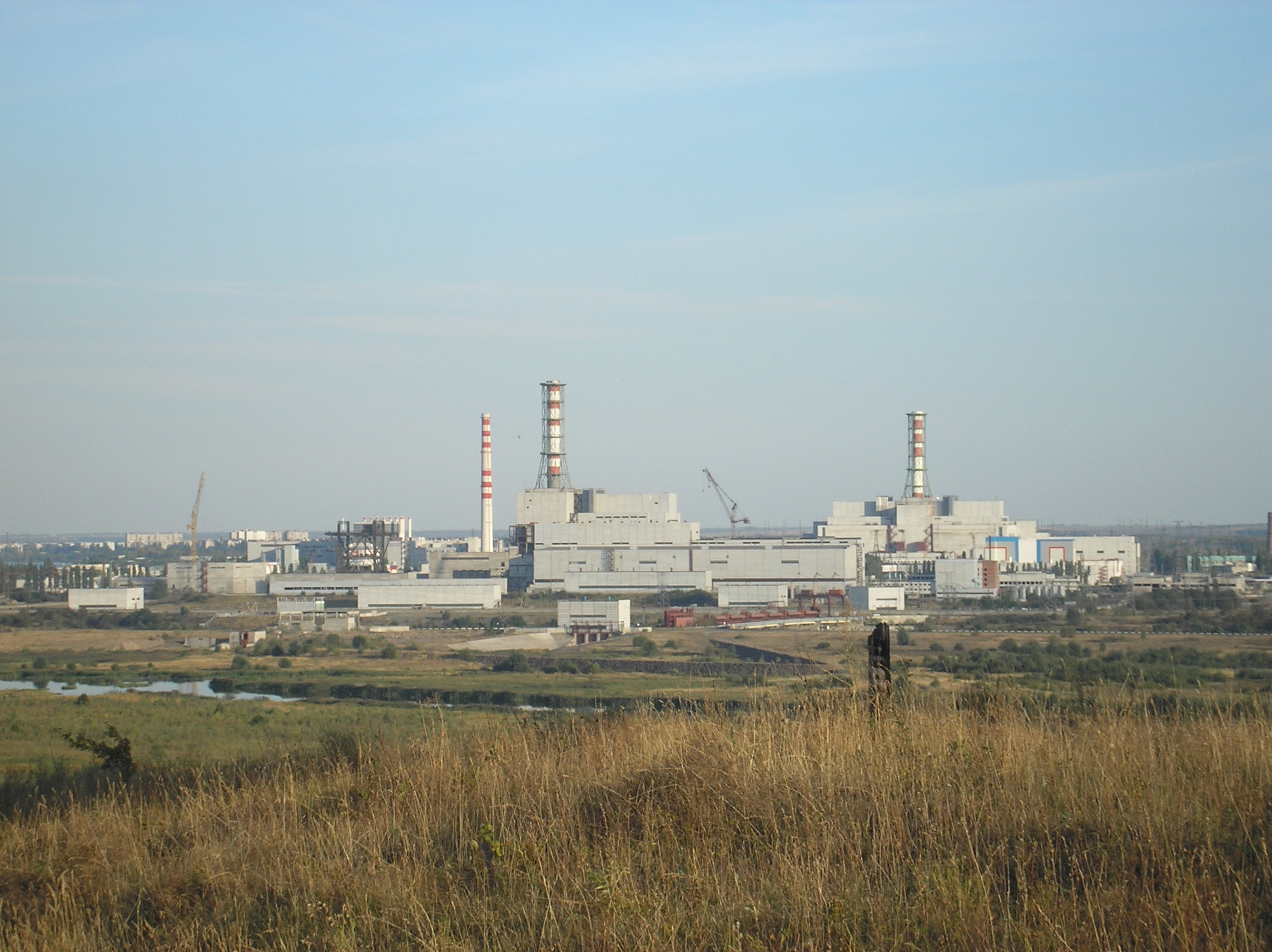
Курская АЭС. Сентябрь 2010

- Курская АЭС, филиал концерна «Росэнергоатом»

Энергетическое предприятие суммарной установленной мощностью 4000 МВт, состоит из трёх действующих энергоблоков по 1000 МВт каждый. Первый энергоблок, на текущий момент закрыт, и находится в состоянии «Эксплуатация без генерации» с 19.12.2021. Курская АЭС является градообразующим предприятием и занимает 90 % в общем объёме промышленного производства в городе.
- Филиал АО «Консист-ОС» «Курский» (дочернее предприятие концерна «Росэнергоатом»)
- «Курскатомэнергоремонт», филиал АО «Атомэнергоремонт»
- ЗАО «Энерготекс»

- ОАО «Курчатовский хлебокомбинат»
- ОАО «Агропромышленный комплекс Курской АЭС»
- ОАО «Фирма Энергозащита», филиал «Курскэнергозащита»
- ООО «Макаронная фабрика „Америя“»
- ООО «Курская АЭС-Сервис»
- ООО «Спецатомэнергомонтаж»
- Курчатовское управление — филиал АО «Электроцентромонтаж»
- Курчатовский завод «Вектор» — филиал АО «Электроцентромонтаж»
- ООО «Курскатомэнергомонтаж»
- ОАО «Курчатовавтотранс»
- МУП «Горэлектросети»
- МУП «Гортеплосети»
- МУП «Водоканал»
- МУП «Городская баня»
- МУП «РИТМ»
- МУП «Торговая компания Курчатов»

По размеру среднемесячной номинальной начисленной заработной платы в расчёте на одного работника г. Курчатов занимает лидирующую позицию среди муниципальных образований Курской области, превосходя средний областной уровень в 2011 году на 74 %. В городе среднемесячная заработная составляет 28 180 рублей, а по области — 16 142 рубля.

## Транспорт

### Автомобильный транспорт

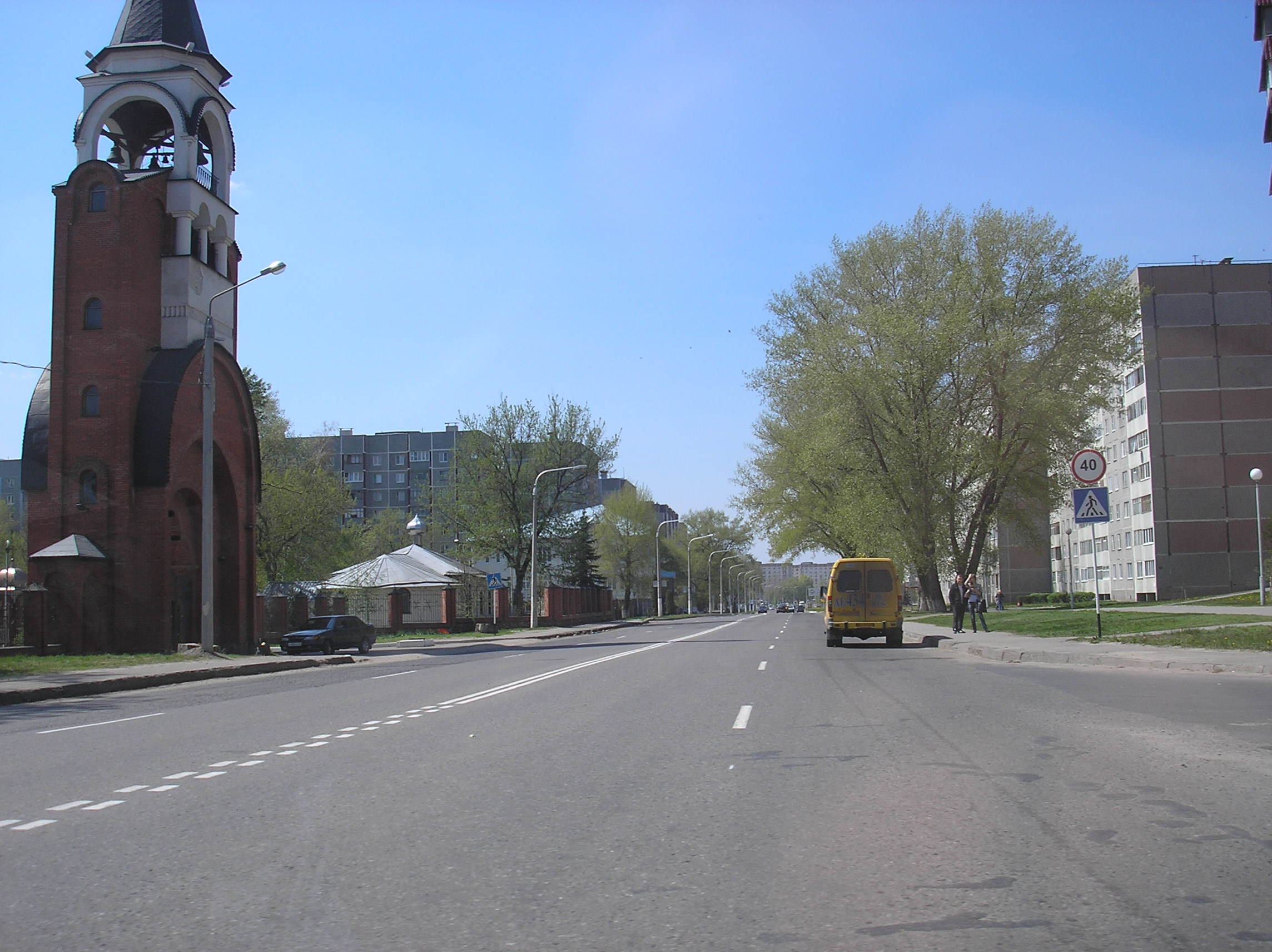
P-199 при въезде в Курчатов

Через город проходит автомобильная дорога P-199, связывающая его с областным центром.

### Железнодорожное сообщение

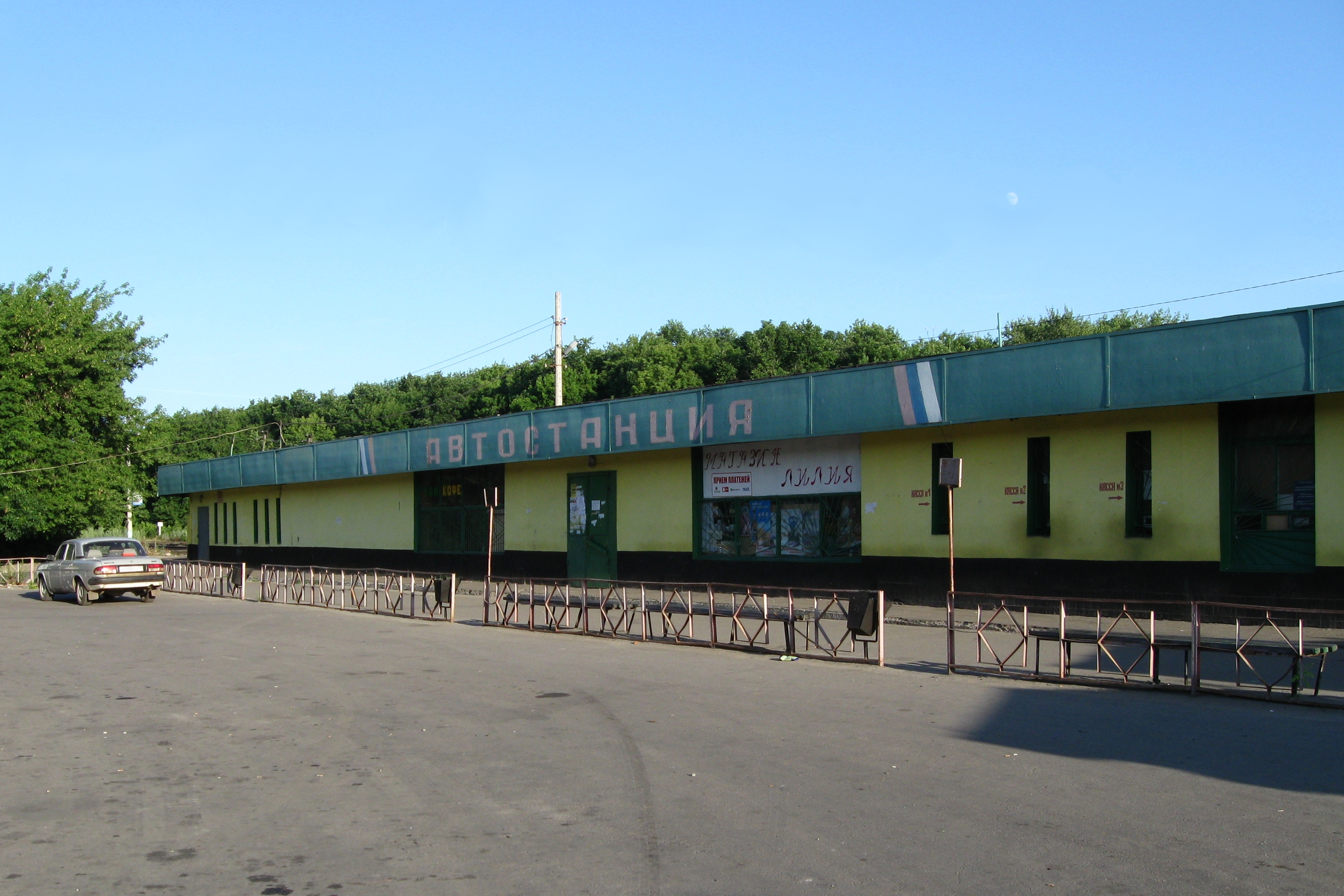
Курчатовский авто- и железнодорожный вокзал

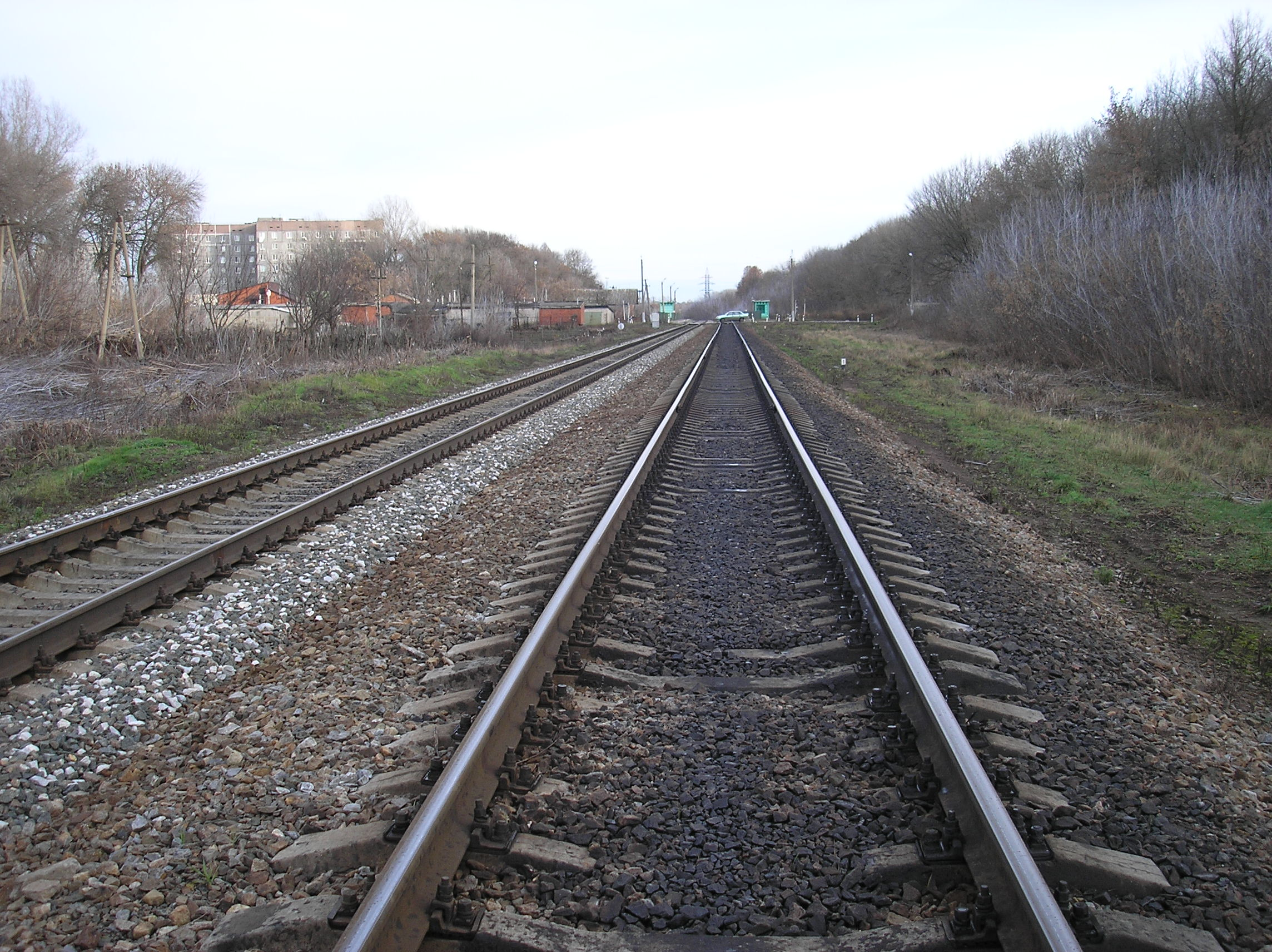
Тепловозная линия Курск — Льгов в районе 428 км

Через Курчатов проходит двухпутная железная дорога Курск — Курчатов, далее однопутная Курчатов — Льгов, тепловозная линия Курск — Льгов Орловско-Курского отделения Московской железной дороги. В черте города расположены два железнодорожных остановочных пункта:
- Курчатов — основная остановочная платформа города, на ней делают остановку поезда дальнего следования и пригородные поезда. К платформе примыкает автостанция, в которой также находятся железнодорожные кассы
- 428 км — остановочная платформа, используется для пригородного железнодорожного сообщения. Местное устоявшееся неофициальное название остановочного пункта — «Успенка», по названию села, расположенного в этой местности (бо́льшая часть территории, занимаемой ранее селом, входит в состав современного Курчатова).

### Автобусное сообщение
Основной маршрут «Курчатов — Курск» обслуживается автобусами БВ, а также частниками на ОМВ. Также транзитом проходит маршрут «Курск — Рыльск», «Курск — Сумы». Курчатовские автобусы обслуживают пригородные маршруты.

## Образование
Система образования города включает:
- Управление дошкольными образовательными учреждениями

Общеобразовательные учреждения
- Гимназия № 1;
- Гимназия № 2;
- Лицей № 3;
- Средняя общеобразовательная школа с углублённым изучением иностранных языков № 4;
- Средняя общеобразовательная школа № 5;
- Средняя общеобразовательная школа № 6;
- Специальная (коррекционная) общеобразовательная школа № 7 VIII вида[33];
- Вечерняя (сменная) общеобразовательная школа[34].

Средне-специальное образование
- Курчатовский филиал Курского государственного политехнического колледжа;
- Курчатовский филиал Регионального открытого социального техникума.

Дополнительное образование
В 2014 году была реорганизована система дополнительного образования в городе путём присоединения «Дома детского и юношеского туризма и экскурсий», Центра дополнительного образования для детей «Спектр» и Детско-юношеского центра «Альбатрос» к Дому детского творчества.
- МКОУ ДО «Дом детского творчества»;
- МКОУ ДО «Курчатовская детская школа искусств»;
- МКОУ ДО «Детско-юношеская спортивная школа».

## Культура
- «Курчатовский краеведческий музей» филиал областного краеведческого музея;
- Централизованная библиотечная система включает пять городских библиотек;
- Молодёжный центр «Комсомолец»;
- Дворец культуры;
- Кинотеатр «Неон»;
- Парк культуры и отдыха «Тёплый берег».

## Религия
- Храм Серафима Саровского и всех Курских святых;
- Храм Успения Пресвятой Богородицы;
- Храм Иоанна Предтечи;
- Больничный храм святителя и исповедника Луки.

## Средства массовой информации
- «Курчатов. ТВ»;
- Газета «Курчатовское время»;
- Газета «Наш город Курчатов»;
- Газета «Слово»;
- Телекомпания ООО «ТВК».

## Гидрография и природа
В черте города создано Курское водохранилище площадью в 21.5 км², соединённое с р. Сейм посредством БНС-3 (береговая насосная станция). Водохранилище предназначено для обеспечения водой систем охлаждения атомных реакторов и работы турбогенераторов Курской атомной электростанции.
В зоне водохранилища удалось обнаружить более 50 видов разных грибов и некоторые виды растений, занесённые в Красную книгу Курской области.
Так как Курское водохранилище практически не замерзает даже зимой, то его облюбовали птицы. На косе водохранилища отмечено более 100 видов птиц. Здесь живёт усатая синица, обычно обитающая в тростниковых зарослях побережий южных водохранилищ и морей. Много остаётся на водохранилище и зимующих птиц, которые в обычных условиях летят на Чёрное и Средиземное моря, на атлантическое побережье Западной Европы — таёжная утка-гоголь и лебедь-кликун, вьют гнезда кряква и лебедь-шипун, лысухи, камышницы и другие виды. Редкостью орнитологи назвали пребывание возле Курчатова и других птиц северных широт: гагар, крохалей, чернетей морских и хохлатых. Берега водохранилища облюбовали 4 вида чаек: озёрная, серебристая, хохотунья и сизая. Рядом живут и 4 вида крачек: речная, чёрная, белокрылая и малая. В 2008 году впервые на песчаном берегу косы специалисты нашли 13 гнёзд малой крачки, редкого вида из Красной книги. Ещё возле водохранилища живут серая и белая цапли, большая и малая выпи. Окрестности Курчатова пришлись по нраву аистам.
Осенью и весной на берегах водохранилища можно увидеть разные виды перелётных куликов. А когда начинаются миграции, здесь кишат скворцы и ласточки, прилетают зимородки и щурки, удоды и кукушки… Это скопление пернатых привлекает в зону АЭС хищников: коршуна и орлана-белохвоста, болотного и лугового луней. Обитает на песчаной косе и серая куропатка, изображённая на гербе Курска.

## Курчатов в искусстве
В Курчатове снимали советско-американский телевизионный фильм «Чернобыль: Последнее предупреждение», который вышел в 1991 году.
В 2020 году Данила Козловский проводил здесь съёмки своего фильма «Чернобыль» (Россия, 2021).
В фильме «Наши матери, наши отцы» режиссера Филиппа Кадельбаха, ошибочно указано место действий город «Курчатов», при этом время действия 1943 год, когда город ещё не существовал.

## Почётные горожане
- Дмитраков, Петр Игоревич (род. 2001) - известный киберспортсмен и дизайнер (2017 - по н.в.)
- Гусаров, Владимир Иванович (1937—2006) — директор Курской АЭС (1984—1997); заслуженный энергетик Российской Федерации.
- Слепоконь, Юрий Иванович (род. 1954) — директор Курской АЭС (1997—2008).
- Сорокин, Николай Михайлович (род. 1944) — директор Курской АЭС (2008—2011).
- Зиборов, Иван Федотович (род. 1939) — писатель, член Союза писателей России.
- Руцкой, Александр Владимирович (род. 1947) — Вице-президент РФ (1991—1993); губернатор Курской области (1996—2000).

## Фотографии

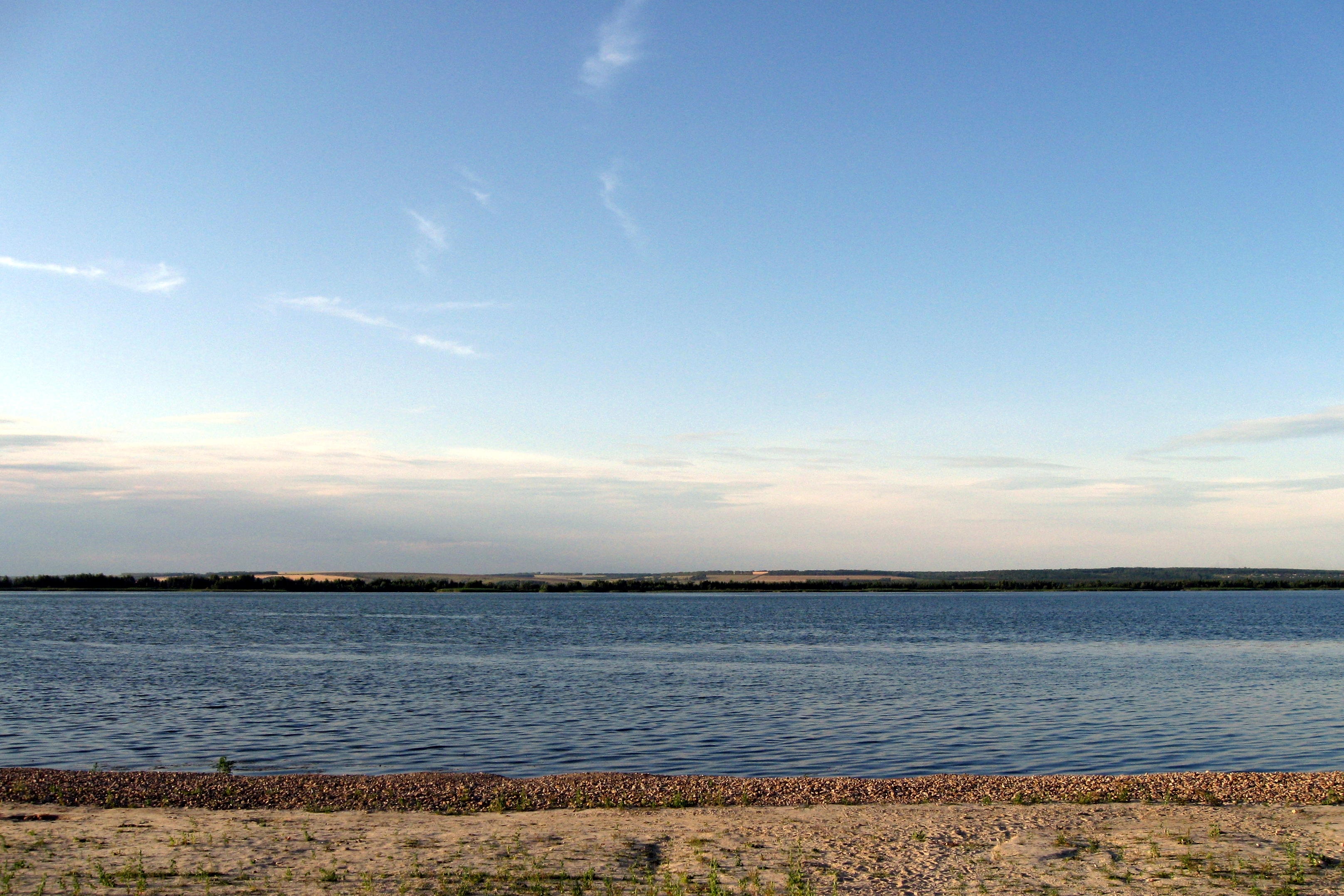
Пруд-охладитель Курской АЭС («Курское море»)
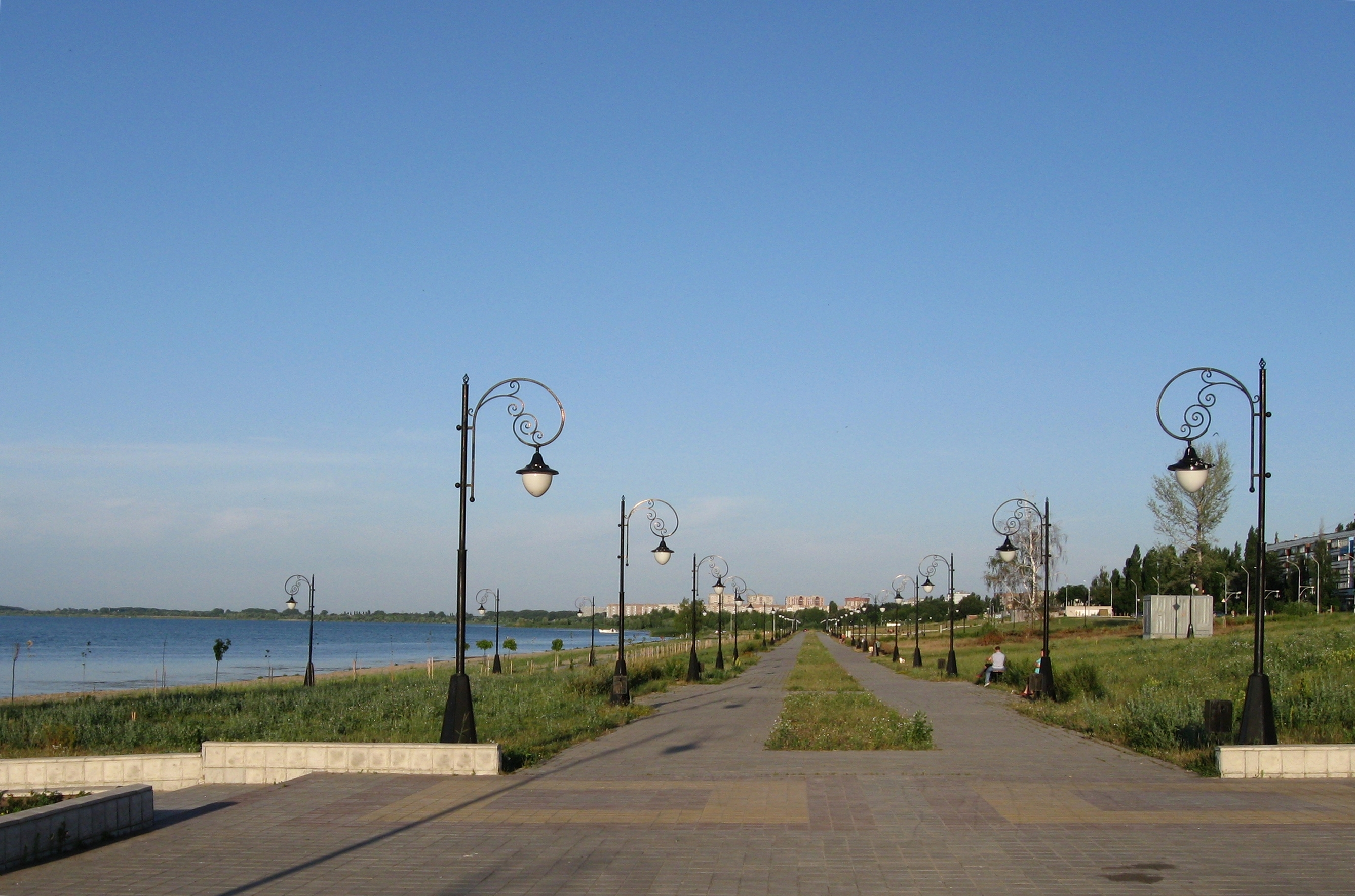
Курчатовская набережная
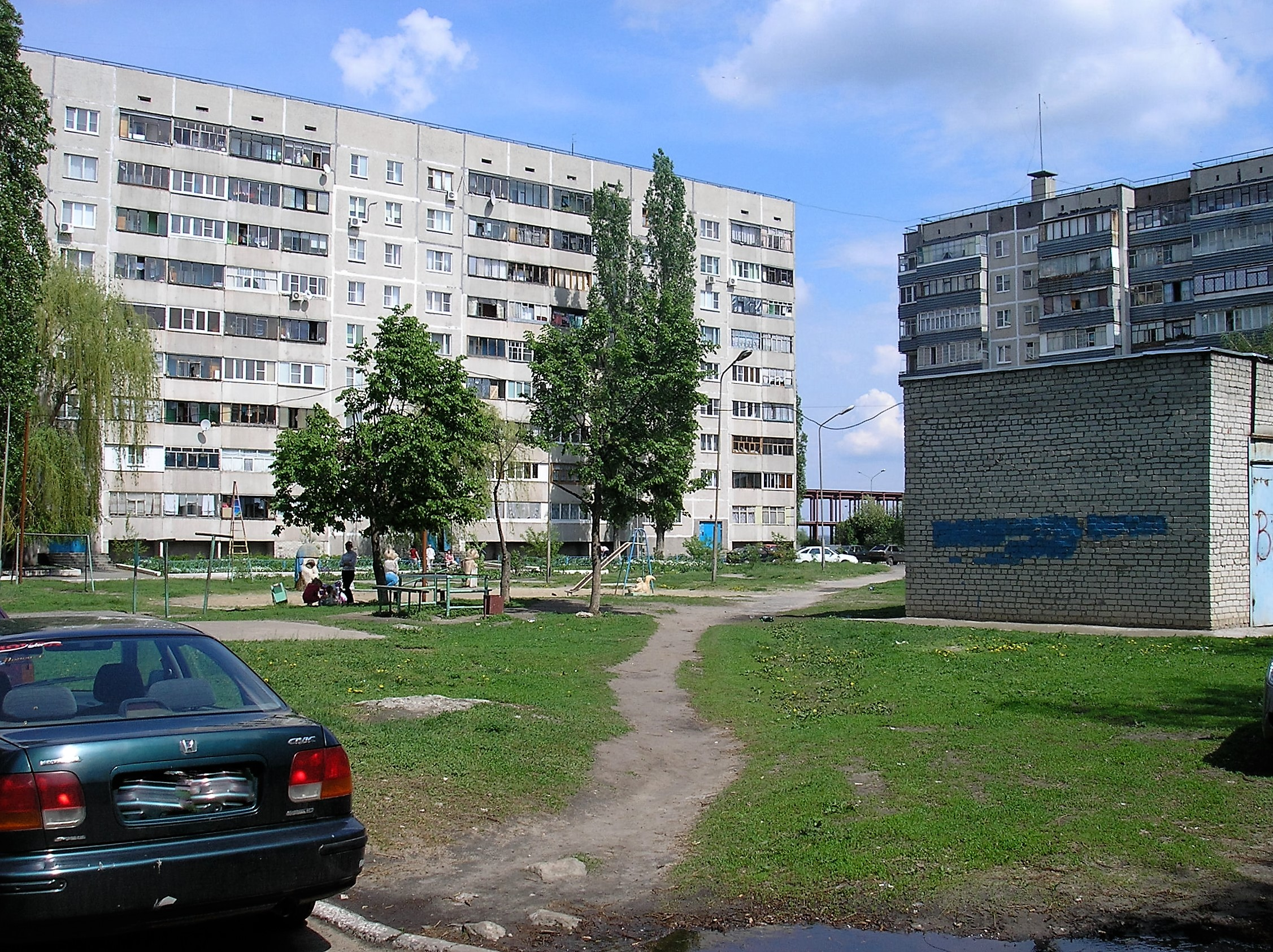
Курчатов. Двор по ул. Энергетиков
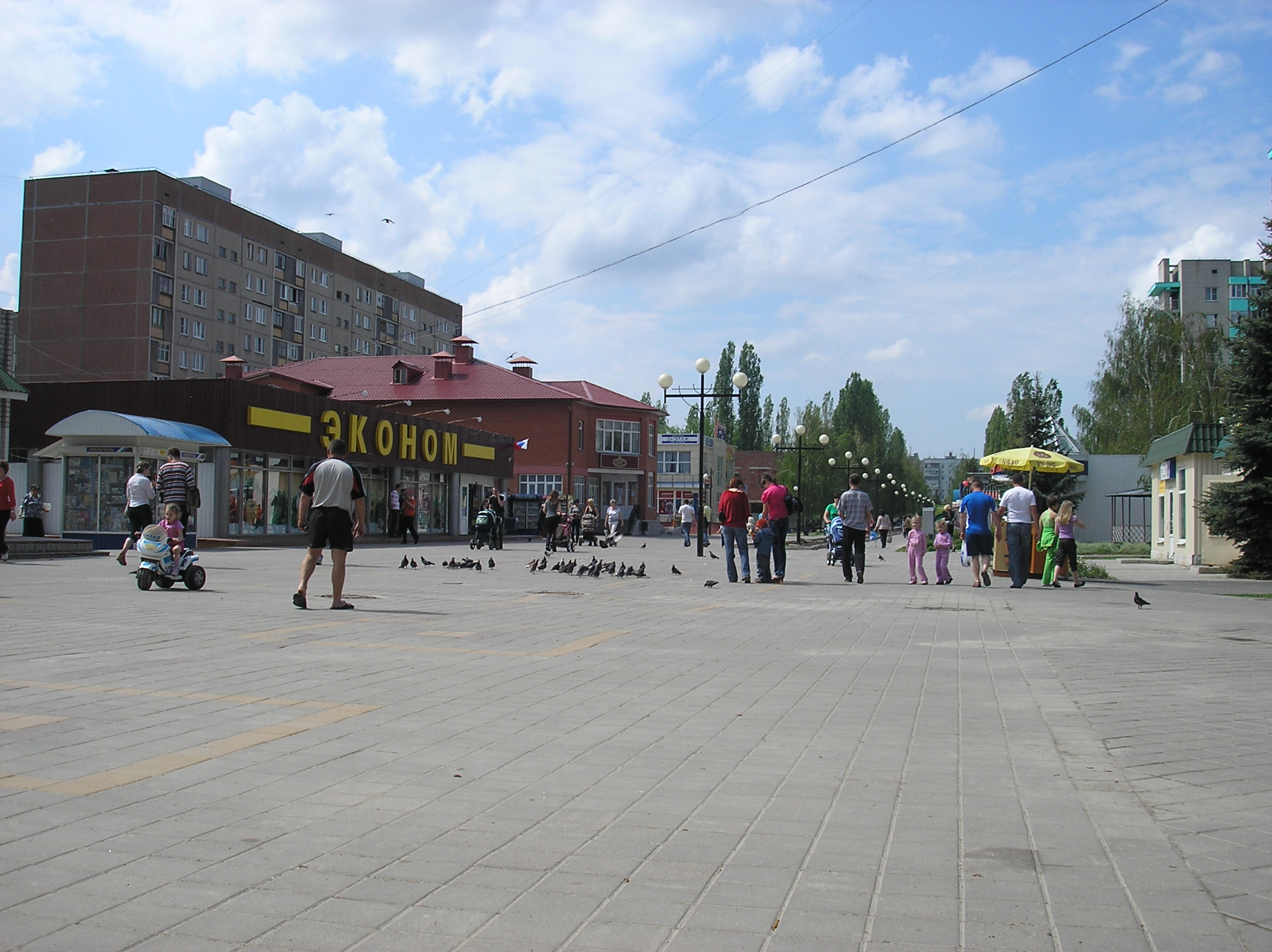
Бульвар Победы в Курчатове